# Braunflügel-Mausvogel
Der Braunflügel-Mausvogel (Colius striatus), manchmal auch Gestreifter Mausvogel, ist eine afrikanische Vogelart aus der Familie der Mausvögel.

## Beschreibung
Der Braunflügel-Mausvogel ist 30 bis 35 cm groß und gehört damit zu den mittelgroßen Mausvögeln. Die Oberseite ist braun, das Gesicht ist grau mit einer dunklen Maske. Er hat eine kurze Haube und einen langen, breiten und spitzen Schwanz. Die Unterseite ist blasser und auf der Brust gebändert. Die Beine sind purpurrot.
Das Gefieder der Jungvögel ist matter, ihre Haube ist ungezeichnet und sie haben einen kürzeren Schwanz.

## Verbreitung und Lebensraum
Der Braunflügel-Mausvogel kommt in der Afrotropis (einschließlich des Roten Meers) vor und ist zwischen 10°N und 10°S weit verbreitet.
Er ist häufig in offenem Busch- und Waldland, in Gärten und an Waldrändern zu finden.

## Systematik
Bisher wurden 17 Unterarten beschrieben:
- Colius striatus nigricollis Vieillot, 1817[2] – Diese Unterart kommt in Ghana und Nigeria über den Südwesten der Zentralafrikanischen Republik und südlich bis in den Westen Angolas und den Südwesten der Demokratischen Republik Kongo vor.
- Colius striatus leucophthalmus Chapin, 1921[3] – Diese Unterart ist im Norden der Demokratischen Republik Kongo, dem Südosten Zentralafrikanischen Republik und Südwesten des Sudans verbreitet.
- Colius striatus leucotis Rüppell, 1839[4] – Diese Subspezies kommt im Osten des Sudan, in Eritrea und in den westlichen und zentralen Gebieten Äthiopiens vor.
- Colius striatus hilgerti Zedlitz, 1910[5] – Diese Unterart ist im Südwesten Dschibutis, dem Nordosten Äthiopiens und dem Nordwesten Somalias verbreitet.
- Colius striatus jebelensis Mearns, 1915[6] – Diese Subspezies ist im Süden des Sudans, dem Nordosten der Demokratischen Republik Kongo und dem Norden Ugandas verbreitet.
- Colius striatus mombassicus van Someren, 1919[7] – Das Verbreitungsgebiet dieser Unterart ist der Süden Somalias bis in den Nordosten Tansanias.
- Colius striatus kikuyensis van Someren, 1919[8] – Das Verbreitungsgebiet dieser Subspezies ist das zentrale Kenia und der Norden Tansanias
- Colius striatus cinerascens Neumann, 1900[9] – Diese Unterart kommt im westlichen und zentralen Tansania vor.
- Colius striatus affinis Shelley, 1885[10] – Diese Subspezies kommt im Osten Tansanias über den Nordosten Simbabwes und den Norden Mosambiks vor.
- Colius striatus berlepschi Hartert, 1899[11] – Diese Unterart ist im Südwesten Tansanias über den Nordosten Sambias und Malawis verbreitet.
- Colius striatus kiwuensis Reichenow, 1908[12] – Diese Subspezies ist im Osten der Demokratischen Republik Kongo, das zentrale und südliche Uganda, Ruanda, Burundi und den Nordwesten Tansanias verbreitet.
- Colius striatus congicus Reichenow, 1923[13] – Das Verbreitungsgebiet dieser Unterart ist der Osten Angolas bis ins südliche und südöstliche Gebiet der Demokratischen Republik Kongo und der Westen Sambias.
- Colius striatus simulans Clancey, 1979[14] – Das Verbreitungsgebiet dieser Subspezies ist das zentrale Mozambique und der Südosten Malawis.
- Colius striatus integralis Clancey, 1957[15] – Diese Unterart kommt im Nordosten Südafrikas, dem Südosten Simbabwes und dem Süden Mozambiques vor.
- Colius striatus rhodesiae Grant, CHB & Mackworth-Praed, 1938[16] – Diese Sübspezies kommt im Osten Simbabwe und dem Westen Mozambiques vor.
- Colius striatus minor Cabanis, 1876[17] – Diese Unterart ist im Osten Südafrikas und in Eswatini verbreitet.
- Colius striatus striatus Gmelin, JF, 1789[18] – Die Nominatform kommt im Süden Südafrikas vor.